# Сан-Марино на зимних Олимпийских играх 1976
Сан-Марино впервые приняло участие в Зимних Олимпийских играх, отправив команду на Зимние Олимпийские игры 1976 года в Инсбрук (Австрия), но не завоевало ни одной медали. Страну представляли 2 горнолыжника.

## Результаты соревнований

#### Горнолыжный спорт
Мужчины
| Соревнование      | Спортсмены          | 1 спуск | 1 спуск | 2 спуск | 2 спуск | Всего   | Отставание | Место |
| Соревнование      | Спортсмены          | Время   | Место   | Время   | Место   | Всего   | Отставание | Место |
| ----------------- | ------------------- | ------- | ------- | ------- | ------- | ------- | ---------- | ----- |
| гигантский слалом | Джорджо Чеккетти    | 2:37,15 | 82      | 2:41,02 | 51      | 5:18,17 | +111,20    | 51    |
| гигантский слалом | Маурицио Баттистини | 2:33,33 | 81      | DNF     | DNF     | DNF     | DNF        | DNF   |
| слалом            | Маурицио Баттистини | DNF     | DNF     | DNF     | DNF     | DNF     | DNF        | DNF   |